# Neue Literarische Pfalz
Die Neue Literarische Pfalz (NLP) ist die Mitgliederzeitschrift des Literarischen Vereins der Pfalz.

## Vorgeschichte

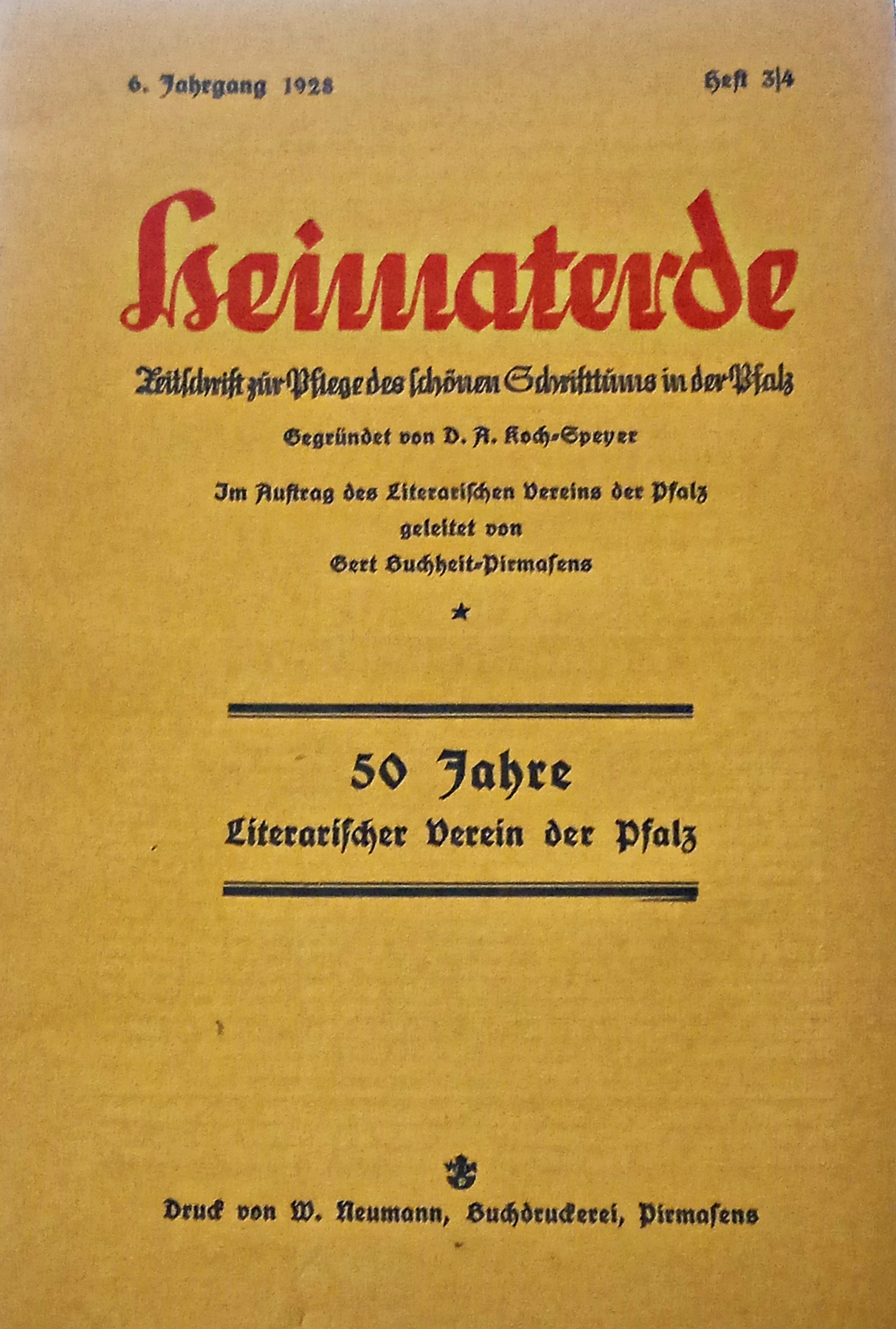
Heimaterde

1923 wurde die Kleine Zeitschrift für Pfälzer Literatur und Kunst mit der griffigen Betitelung Heimaterde gegründet. Das war in der Zeit der französischen Besetzung die erste freie pfälzische Literaturzeitschrift. 1926 wurde sie vom Verleger Koch wegen finanzieller Nöte dem Literarischen Verein übergeben. Schon 1930 musste sie wieder eingestellt werden. Bald darauf erschien die Literarische Pfalz, welche 1932 ebenfalls wegen schwierigen ökonomischen und politischen Gründen eingestellt wurde. Bekannte Autorinnen und Autoren waren zu dieser Zeit Gert Buchheit, Willi Gutting, Leopold Reitz, Lina Staab, Martha Saalfeld, Richard Schneider, Hugo Ball, Kurt Kölsch, Paula Best und Erneste Fuhrmann-Stone, von denen einige noch in den 1980er Jahren in der Nachfolgerzeitschrift publizierten.

## Neuauflage der Literarischen Pfalz

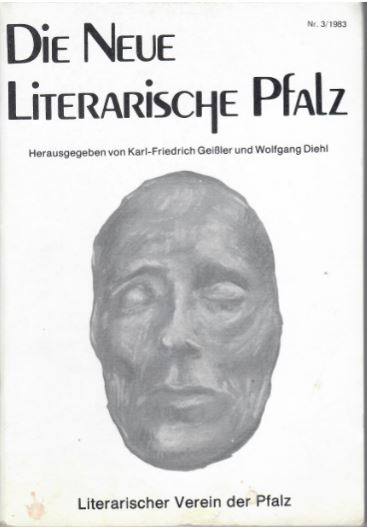
Die Neue Literarische Pfalz, Nr. 3/1983

1981 wurde die NLP durch Wolfgang Diehl und Karl-Friedrich Geißler ins Leben gerufen. Sie erschien zunächst aufgrund des Zuspruchs halbjährlich mit einer Auflage von 800 Exemplaren, später in unregelmäßigen Abständen und unterschiedlichen Formaten, seit 2017 jährlich mit einheitlichen Layout. Schwerpunkt ist die Pfalz und angrenzende Regionen. In der NLP sind vornehmlich Texte der Mitglieder enthalten, aber auch Gastbeiträge. Es werden u. a. Rezensionen, Nachrufe, Essays und Berichte über die regionale Literaturszene veröffentlicht.
Folgende Autorinnen und Autoren (Auswahl) waren mit Prosa und Lyrik in den letzten Ausgaben vertreten: Gerd Forster, Lilo Beil, Wolfgang Diehl, Birgit Heid, Margit Kraus, Uwe Kraus, Manfred Dechert, Sonja Viola Senghaus, Katrin Sommer, Barbara Franke, Helga Schneider, Thomas Maria Mayr, Winfried Anslinger, Marianne Baun und Regina Pfanger.
Die Publikationen werden regelmäßig bei Lesungen vorgestellt.